# 渋澤怜
渋澤 怜（しぶさわ れい、本名・水野香澄、1986年11月3日 - ）は、日本の女性詩人、小説家である。東京都出身。

## 来歴
東京大学文学部を卒業した。女子美術大学職員として5年間勤めた後、2014年に退職した。2012年に文藝賞二次選考通過。
大学職員をやっていたが、チャットレディの仕事も始め、小説投稿サイトCRUNCH　MAGAZINE（閉鎖済み）で「チャット嬢をやってみた」の投稿を開始。チャットレディをはじめて3週間ほどで、大学に退職願を提出。「東大卒の女子（28歳）が承認欲求を満たすために、ライブチャットで服を脱ぐまで(宮崎智之) 」としてYahoo!ニュースにも取り上げられ、バズる。2014年6月23日発売の『週刊現代』の「60歳からの『完全モロ見え』エロ動画」特集には、東大卒チャット嬢としてコメント。
2018年8月からベトナムのホーチミンに在住し、日本語教師や観光ガイドとして働いている。2020年6月に、ホーチミン郊外にある歌舞伎町や渋谷センター街を模した居酒屋「チルタウン」を紹介した記事が大きな話題となる。

## 本
- (どうでも)イイネ! (2013/4/28)
- チャット嬢をやってみた (2014/6/4、密林社)
- ファッション・メンタル・ヘルス (2014/6/4、密林社) - 第50回文藝賞二次通過作「おばさんは小娘に殺される」改題。
- 世界ちゃんとバラバラ・ガールズ・ディストピア (2014/12/29、密林社)
- 性感帯は本棚です。 (2016/8/26、密林社)
- スカートとツイートは短い方がいい (2016/8/26、密林社)
- ツイハイ (2018/2/15、NPO法人日本独立作家同盟)